# Alejandro Farías
Alejandro Fabian Farías (Buenos Aires, 28 gennaio 1970) è un ex calciatore argentino, di ruolo centrocampista.

## Palmarès

### Club

#### Competizioni nazionali
- Campionato argentino: 1

Boca Juniors: Apertura 1992

#### Competizioni internazionali
- Copa Oro: 1

Boca Juniors: 1993